# Nastran
Nastran je priimek več znanih Slovencev:
- Aleš Nastran, IT-podjetnik?
- Alojzij Nastran (1869—1945), teolog, filozof, redovnik Misijonske družbe (Salezijancev)
- Janez Nastran (*1946), elektrotehnik, univ. profesor
- Janez Nastran, zborovodja
- Joahim Nastran (1802—1863), teolog, frančiškanski gvardijan
- Joži Nastran Brank (*1975), kolesarka
- Matej Nastran (*1975), rimskokatoliški duhovnik, kapucin
- Mirjana Nastran Ule (*1947), socialna psihologinja, univ. prof., izr. članica SAZU
- Peter Nastran, teolog
- Uroš Nastran (*1986), motokrosist
- Valentina Nastran, gospodarstvenica